# Стрелки Шарпа
«Стрелки Шарпа» (англ. Sharpe's Rifles) — первая серия английского исторического телесериала «Приключения королевского стрелка Шарпа», снятая по мотивам одноимённого романа Бернарда Корнуэлла (1988). В ней показан эпизод войны на Пиренейском полуострове. Впервые показана в 1993 году британской телекомпанией ITV. В адаптации снимались Шон Бин, Дара О’Мэлли и Ассумпта Серна. Фильм положил начало длинной серии успешных, получивших признание критиков телеадаптаций романов. Драма рассказывает историю Ричарда Шарпа, амбициозного и закалённого солдата из Йоркшира. История рассказывает о подвигах Шарпа и его группы избранных людей в Испании после того, как они выжили в засаде французской кавалерии. Съёмки проходили в Крыму, Португалии и Англии, во время которых Пол МакГанн, который изначально был выбран на роль Ричарда Шарпа, сломал ногу и был быстро заменён Шоном Бином.

## Сюжет
В 1809 году сержант Ричард Шарп (Шон Бин) из 95-го стрелкового полка спасает сэра Артура Уэлсли, командующего британской армией, сражающейся с французами в Португалии, от трех французских кавалеристов. Уэлсли награждает Шарпа полевым поручением до лейтенанта.
У Уэлсли нет денег, чтобы заплатить своим людям, поэтому он взял ссуду у семьи Ротшильдов. Джеймс Ротшильд отправился из Вены с крайне необходимым банковским переводом, но пропал без вести в испанских горах. На его поиски отправляется рота 95-го полка под командованием майора Даннета, и первое задание Шарпа — командовать Избранными людьми, горсткой снайперов, прикрепленных к роте. Шарп, которому все еще некомфортно в своем новом звании, не производит хорошего впечатления на своих людей, особенно на их неофициального лидера, ирландца Патрика Харпера.
Пока Шарп и его люди осматривают местность, рота застигнута врасплох и уничтожена вражеской кавалерией во главе с полковником де Л’Экленом и человеком в темной гражданской одежде, кроме молодого стрелка Перкинса и тяжело раненого капитана Мюррея. исполнительный директор компании, выживший. Люди Шарпа и выжившие прячутся в сарае, где Мюррей умирает, подарив Шарпу свой меч.
Харпер сообщает Шарпу, что он и его люди решили вернуться в армию вопреки приказу. Чтобы утвердить свою власть, Шарп вовлекает Харпера в жестокую драку, но их прерывает банда испанских партизан во главе с команданте Терезой Морено и майором Бласом Виваром. Шарп объявляет Харпера мятежником и объединяет силы с испанскими партизанами для взаимной защиты, поскольку они движутся в одном направлении. Шарп начинает сближаться со своими людьми, а также с Терезой. Партизаны охраняют сундук; когда Харпер убивает двух французских кавалеристов, чтобы спасти его, Шарп снимает обвинение в мятеже. По пути они встречают Паркеров, пару методистских миссионеров и их племянницу, которую берут под свою защиту.
Вивар утверждает, что в сундуке находятся важные правительственные документы, но Шарп открывает его и находит хоругвь Сантьяго или «Кровавое знамя». Легенда гласит, что сам Сантьяго (Святой Иаков) появится, чтобы защитить Испанию, когда флаг будет поднят над часовней в городе Торрекастро. Появляется майор Хоган, начальник военной разведки Уэлсли, и приказывает Шарпу помочь Вивару с его миссией, говоря, что их вера в флаг ничем не отличается от его сражений в армии за Британию. Накануне нападения Шарп повышает Харпера до сержанта.
Шарп, Тереза, Вивар и их люди атакуют и побеждают французский гарнизон. Вивар скрещивает мечи с человеком в черном, который оказывается его родным братом, и убивает его. Затем он поднимает флаг. В конце битвы полковник де Л’Эклин собирается застрелить невооруженного Шарпа, но Перкинс застрелил его. Шарп награждает его, делая Избранным, хотя Хоган советует Перкинсу отказаться от услуги.
Шарп отчитывается перед Уэлсли. Когда генерал выражает свое разочарование тем, что Шарп не нашел Ротшильда, Шарп показывает, что «миссис Паркер» — замаскированный банкир, к радости Уэлсли. После этого Шарп и Тереза занимаются любовью, прежде чем она уходит, чтобы продолжить борьбу с французами.

## В ролях
| Актёр          | Роль                     |
| -------------- | ------------------------ |
| Шон Бин        | Ричард Шарп              |
| Дара О’Мэлли   | сержант Патрик Харпер    |
| Ассумпта Серна | команданте Тереза Морено |
| Брайан Кокс    | майор Майкл Хоган        |
| Дэвид Тругтон  | генерал Артур Уэлсли     |
| Майкл Меарс    | рядовой Фрэнсис Купер    |
| Джон Там       | рядовой Дэниел Хагман    |
| Джейсон Салки  | рядовой Харрис           |
| Пол Труссел    | рядовой Исайя Тонг       |